# Nudaria massiliensis
Nudaria massiliensis är en fjärilsart som beskrevs av Miller 1865. Nudaria massiliensis ingår i släktet Nudaria och familjen björnspinnare. Inga underarter finns listade i Catalogue of Life.